# كيفن ستريت
كيفن ستريت (بالإنجليزية: Kevin Street)‏ (25 نوفمبر 1977 في المملكة المتحدة - ) هو مدرب كرة قدم ولاعب كرة قدم بريطاني في مركز الوسط. لعب مع شروزبري تاون ونادي بريستول روفيرز ونادي كرو ألكساندرا ونادي لوتون تاون وNantwich Town F.C. ‏ وستافورد رينجرز وKidsgrove Athletic F.C. ‏ ونورثويتش فيكتوريا ونادي ألترينتشام وAlsager Town F.C. ‏.

## وصلات خارجية
- كيفن ستريت على موقع قاعدة بيانات كرة القدم.إي يو (الإنجليزية)
- كيفن ستريت على موقع Soccerbase.com (لاعب) (الإنجليزية)